# Partit Comunista Polonès (2002)
El Partit Comunista Polonès (en polonès: Komunistyczna Partia Polski) (KPP) és un partit comunista polonès. El partit va ser fundat el 9 d'octubre de 2002. El partit és considerat com el successor ideològic del Partit Comunista Polonès, que va estar en funcionament entre 1918 i 1938. El periòdic del partit s'anomena "Brzask". L'actual líder del partit va ser triat en el tercer Congrés del KPP, que fou celebrat en desembre de 2010, Krzystof Szwej va succeir a l'antic líder del KPP Józef Łachut.

## Líders
- Del 14 de desembre de 2002 fins al 8 de desembre de 2006 - Marcin Adam
- Del 8 de desembre de 2006 fins a l'11 de desembre de 2010 - Józef Łachut
- 11 de desembre de 2010 – actualitat - Krzysztof Szwej